# Thesaurus Cracoviensis
Thesaurus Cracoviensis – Centrum Interpretacji Artefaktów – oddział Muzeum Krakowa, składający się z magazynu i pracowni konserwatorskich, udostępnionych dla zwiedzających.

## Położenie i nazwa
Muzeum znajduje się w krakowskiej dzielnicy Zwierzyniec, na Bielanach przy ulicy Księcia Józefa 337. Sąsiaduje ze Szkołą Podstawową nr 48 im. Szarych Szeregów.
Nazwa muzeum pochodzi z języka łacińskiego i w dosłownym tłumaczeniu oznacza Skarbiec Krakowski.

## Historia
5 lipca 2007, zarządzeniem ówczesnego prezydenta Krakowa Jacka Majchrowskiego, ustanowiono prawo użytkowania na okres 30 lat na rzecz Muzeum Historycznego Miasta Krakowa nieukończonego budynku, powstałego w ramach planu rozbudowy miejscowej szkoły podstawowej. Ostateczne przejęcie budynku miało miejsce 6 grudnia 2007. Z uwagi na rozrastające się zbiory muzeum, gromadzone w różnych budynkach na terenie Krakowa, na początku 2008 zdecydowano się na utworzenie w tym miejscu centralnego magazynu zbiorów.
W trakcie prac nad przebudową budynku i dostosowaniem go do potrzeb muzeum (plany zakładały m.in. podniesienie dachu oraz dobudowanie przyziemia) powstała koncepcja częściowego udostępnienia magazynów i pracowni szerszej publiczności. Ostatecznie, po licznych dyskusjach, ówczesny dyrektor muzeum, Michał Niezabitowski, podjął decyzję o otwarciu placówki dla zwiedzających. Był to pomysł nowatorski w skali kraju, również na świecie tylko nieliczne muzea tworzą magazyny-muzea. W tym celu wytyczono specjalną trasę dla gości, utworzono salę konferencyjną i multimedialną, zbiory zostały dodatkowo umieszczone w specjalnych meblach, w dużej części przeszklonych. Uroczyste otwarcie budynku nastąpiło 6 grudnia 2017.
W 2018 Thesaurus Cracoviensis zostało uhonorowane nagrodą Sybilli w kategorii inwestycje w 2017 roku, natomiast w 2021, wraz z Muzeum Książąt Czartoryskich, wyróżnione w konkursie Nagroda dla Europejskiego Muzeum Roku.

## Zbiory muzeum
Muzeum składa się z czterech pięter o łącznej powierzchni 2209 m². W pobliżu wejścia na parterze wystawiona została przezroczysta urna z ziemią z cmentarza św. Jana w Lipsku, gdzie pierwotnie pochowany był książę Józef Poniatowski. W podziemiach umieszczono kolekcję szopek krakowskich, rzemiosła i mebli, na parterze magazyn numizmatów, broni i grafiki, na pierwszym piętrze swoje miejsce znalazły tkaniny i obrazy, natomiast na drugim piętrze można znaleźć pracownie konserwatorskie i pracownię fotograficzną. Łącznie znajduje się tutaj ponad 200 tysięcy eksponatów z różnych dziedzin, gromadzonych przez 123 lata istnienia Muzeum Krakowa (znaczną część stanowią także obrazy pochodzące ze zlikwidowanego Muzeum Lenina).
Z uwagi na charakter zbiorów oraz użytkowanie magazynu i pracowni zwiedzanie oddziału możliwe jest tylko w określonych dniach.